# Piz Medel
Il Piz Medel (3.210 m s.l.m.) è una montagna delle Alpi dell'Adula nelle Alpi Lepontine.

## Descrizione

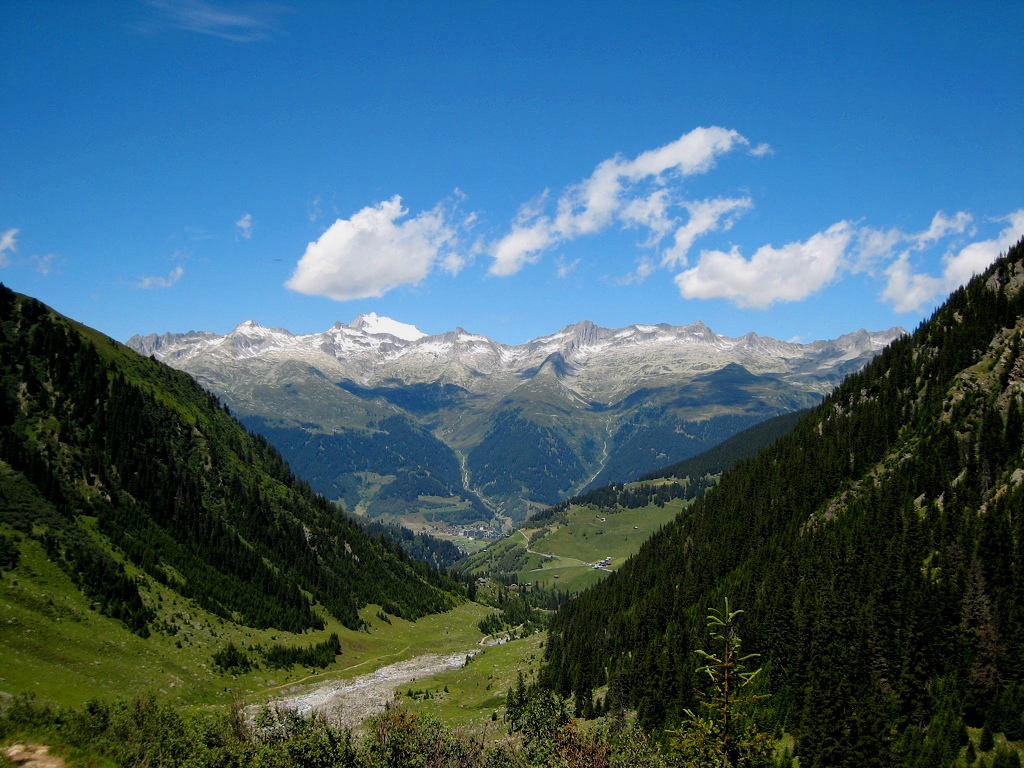
Il Piz Medel

Si trova in Svizzera lungo la linea di confine tra il Canton Ticino ed il Canton Grigioni. La montagna è la cima più elevata del Gruppo del Medel che comprende altre tre cime oltre i tremila metri di quota: il Pizzo Cristallina (2912 m), il Piz Uffiern (3151 m) e la Cima di Camadra (3172 m).
La vetta è raggiungibile da nord dalla Camona da Medel (in tedesco Medelserhütte - 2524 m) e da sud dalla Capanna Scaletta (2205 m). La parte nord del monte è formata da un vasto ghiacciaio, mentre il versante sud, più ripido è in gran parte costituito da rocce e pendii erbosi, è costellato da piccoli nevai.